# Schlacht bei Karonga
1914

Maziúa – Njassasee – Karonga – Sansibar – Rufijidelta – Kilimandscharo – Tanga
1915

Jassini – Bukoba – Tanganjikasee  – Saisi
1916

Oldoboro (Salaita) – Reata-Latema – Tabora Offensive (Tabora) – Kahe – Kondoa Irangi – Matamondo – Kilosa – Mlali – Dutumi – Kisaki – Kibata
1917

Behobeho – Nambanje – Kiawe Brücke – Rumbo – Mahiwa – Mahenge – Ngomano
1918

Namacurra – Lioma – Pere Hills
Die Schlacht bei Karonga war eine militärische Auseinandersetzung zwischen Truppen des British Empire und dem Deutschen Reich während des Ersten Weltkrieges. Sie fand am 9. September 1914 bei Karonga in Njassaland (heute Malawi) statt.

## Hintergrund

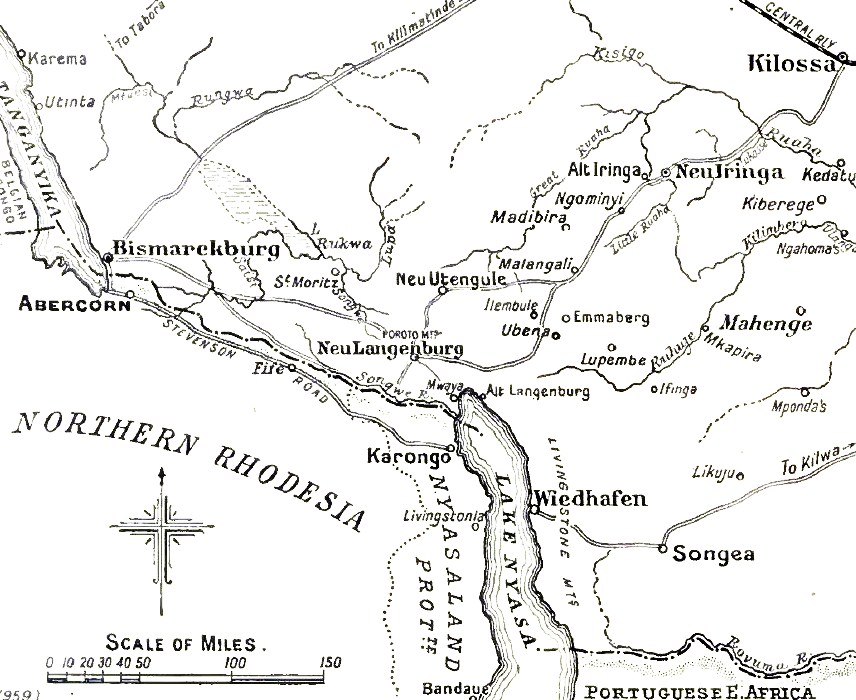
Die Stadt Karongo am nordöstlichen Ende des Njassasees

Im Südosten grenzte die deutsche Kolonie Deutsch-Ostafrika (heute Tansania) an die britische Kolonie Njassaland (heute Malawi). Zirka zwei Drittel der 450 km langen Grenze bildete der Njassasee. Die Marinen beider Länder hatten jeweils ein bewaffnetes Dampfschiff im Einsatz, um ihre jeweiligen Küsten zu überwachen und Jagd auf Sklavenhändler zu machen. Die Landgrenze zog sich zirka 150 km am Songwe Fluss dahin. Die Militärpräsenz beider Länder war zu Beginn des Krieges schwach bis gar nicht vorhanden.
Am 4. August 1914 erhielt der britische Gouverneur des Protektorats von Zentrafrika, Sir Georg Smith, per Telegramm die Nachricht, dass zwischen dem Vereinigten Königreich und dem Kaiserreich Deutschland Krieg herrsche. Vor dem Hintergrund des Ersten Weltkriegs bedeutete die Seeherrschaft über den Njassasee einen großen taktischen und strategischen Vorteil. In dem Gefecht auf dem Njassasee (bzw. Schlacht bei Sphinxhafen, heute Liuli) am 14. August konnten die Briten das deutsche Dampfschiff SS Hermann von Wissmann dauerhaft beschädigen und sich somit die uneingeschränkte Herrschaft über den See sichern.
Ein ungefährdeter und schneller Transport von Mensch und Material über den Seeweg war damit gewährleistet. Die Briten sahen sich genötigt, schnellstmöglich Verstärkungen in den Norden Njassalands zu verlegen, während die Deutschen ihrerseits die Abwesenheit britischen Militärs ausnutzen wollten, solange sich die Gelegenheit bot.

## Aufstellung

### Schutztruppe
Auf deutscher Seite sicherte die 5. Feldkompanie (zirka 150 Mann) der Schutztruppe unter dem Befehl von Major Erich von Langenn-Steinkeller die Grenze zu Njassaland ab. Da von Langenn-Steinkeller mit baldigen britischen Verstärkungen rechnen musste, wollte er zeitnah eine Offensive Richtung Karonga starten. Erste grenzüberschreitende Patrouillen hatten ihm berichtet, dass der Boma in Karonga mit Feldbefestigungen ausgebaut werden würde.
Nach Kriegsbeginn wurden alle Weißen zum Kriegsdienst eingezogen, um die Truppe zu verstärken. Zusätzlich rekrutierte von Langenn-Steinkeller zirka 200 Rugaruga – einheimische irreguläre Hilfstruppen. Unter den Rugaruga waren auch Häuptlinge, die Zeuge der deutschen Überlegenheit über die Briten sein sollten. Mindestens zwei leichte Feldgeschütze sowie einige Maschinengewehre verstärkten die Kampfkraft der Truppe und brachten ihre Gesamtstärke auf zirka 400 Mann.

### British Empire
Auf britischer Seite waren 9 europäische und 30 afrikanische Polizisten in Karonga stationiert. Die einzigen größeren britischen Verbände waren Einheiten der King’s African Rifles (KAR), die im Süden des Sees, 400 km entfernt, stationiert waren. Unter Verwendung aller Schiffstransportmöglichkeiten wurden 400 Mann des 1. Bataillons der KAR unter Captain Barton bis Ende August nach Karonga verlegt. Des Weiteren standen Barton einige europäische Männer der Nyasaland Volunteer Reserve (NFF) zur Verfügung, die mit Land und Klima vertraut waren und eine willkommene Verstärkung darstellten. Damit standen Barton zirka 500 Mann zur Verfügung.

## Die Schlacht
Als Captain Barton von der deutschen Patrouillenaktivität erfuhr, war er sich der Gefahr eines deutschen Vormarschs bewusst und wollte die Schutztruppe beim Anmarsch abfangen. Zur Sicherung des Bomas ließ er 70 Mann unter dem Befehl von Leutnant Bishop in Karonga zurück und marschierte am 7. September mit den übrigen Soldaten den Deutschen entgegen.
Major von Langenn-Steinkeller überschritt währenddessen mit seiner Einheit den Songwe-Fluss. Seiner scheinbaren militärischen Überlegenheit gewiss marschierte die deutsche Kolonne direkt auf der Straße nach Karonga, die sich entlang des Ufers des Njassasees schlängelte. Bartons Einheit hatte einen verdeckten Anmarsch gewählt und marschierte knapp 2 Kilometer landeinwärts Richtung Deutsch-Ostafrika. Beide Verbände marschierten aneinander vorbei, ohne von der Gegenwart des anderen zu wissen.
Am 8. September waren die Deutschen nur noch 2 km von Koranga entfernt und biwakierten. Um 07:45 Uhr am 9. September sahen sie eine Barge Karonga verlassen und eröffneten mit ihren Feldgeschützen das Feuer auf diese. Die Schüsse waren für die deutschen Truppen das Startsignal für den Angriff auf Karonga. Von Langenn-Steinkeller attackierte den Boma von Norden, während Leutnant Aumann mit den Rugaruga sich von Westen näherte. Die deutschen Geschütze beteiligten sich nicht am Angriff.
Die deutschen Kanonenschüsse hatten Captain Bartons Kolonne alarmiert. Unter dem Kommando von Captain Griffiths wurde die C-Kompanie der KAR sowie die NFF auf direktem Weg zurück nach Karonga geschickt während der Rest von Bartons Einheit sich ostwärts Richtung Seeufer bewegte. Barton hoffte, mit dem Senden des Entsatzes die Deutschen zum Rückzug zu bewegen und ihnen auf dem Marsch zurück nach Deutsch-Ostafrika einen Hinterhalt zu legen.
Gegen 11:00 Uhr trafen die KAR und NFF bei Karonga ein und eröffneten umgehend das Feuer auf die Deutschen. Im Unklaren über die Situation befahl von Langenn-Steinkeller den Rückzug. Da Griffiths mit seinen Männer umgehend nachsetzte entwickelte sich der deutsche Rückzug in eine ungeordnete Flucht. Die Deutschen flohen nordwärts und erreichten zirka 3 Stunden später den Kasoba-Fluss. Dort lauerten Bartons Männer. Die ersten Flüchtenden wurden unmittelbar mit Gewehrfeuer empfangen, sodass die nachrückenden Deutschen östlich der Brücke ins Unterholz auswichen. Dabei erlitten die Deutschen schwere Verluste. Major von Langenn-Steinkeller erlitt eine Verletzung am Auge, die den Verlust desselben verursachte, konnte sich aber zusammen mit zirka 250 Überlebenden nach Deutsch-Ostafrika retten.

## Folgen
Bei der Schießerei um Karonga waren drei Briten getötet und vier verwundet worden. Die Deutschen hatten zwei Tote und zwei Verwundete zu beklagen. Beim Rückzug über den Kasoba-Fluss verloren die Deutschen 150 Mann an Toten, Verwundeten und Gefangenen, während die Briten lediglich vier Tote und sieben Verwundete zu beklagen hatten.
Leutnant Bishop wurde das Military Cross für die erfolgreiche Verteidigung Karongas verliehen. Captain Barton erhielt den Order-of-St-Michael-and-St-George-Orden.
Die Konsequenzen der Schlacht waren immens: nicht nur hatte die Schutztruppe ihre Offensivkraft im Südwesten Deutsch-Ostafrikas eingebüßt, sondern sie hatte vor der afrikanischen Bevölkerung auf beiden Seiten der Grenze an Respekt und Ansehen verloren, was für die Einheimischen große Bedeutung für deren Entscheidung hatte, welche Kriegspartei sie unterstützen würden.